# Cinnolin
Cinnolin ist eine organische Verbindung, die zu den Heterocyclen (genauer: Heteroaromaten und Diazanaphthalinen) zählt. Die Verbindung besteht aus einem Benzolring, an dem ein Pyridazinring anelliert ist. Cinnolin ist isomer zu Chinazolin, Chinoxalin und Phthalazin.

## Herstellung
Die Synthese von Cinnolin gelingt über die Elektrolyse von (2-Nitrophenethyl)propylamin. Die Reaktion wird hierbei in einem gepufferten Gemisch aus Methanol und Wasser umgesetzt und liefert Cinnolin in mäßiger Ausbeute:
Cinnolin-Derivate kann man auch mittels der Neber-Bössel-Synthese herstellen. Dabei wird z. B. 2-(2-Aminophenyl)-2-hydroxyessigsäure (1, R = H) zu 3-Hydroxylcinnolin (2, R = H) umgesetzt:
Die Borsche-Koelsch-Cinnolinsynthese ausgehend von ortho-Aminoarylketonen eröffnet einen weiteren Zugang zu Cinnolinen.

## Derivate
Cinnolin ist die Ausgangsstruktur für viele Derivate.
- Cinnolin-Hydrochlorid C8H6N2·HCl, CAS-Nummer: 5949-24-6
- Cinnolin-4-carbonsäure C9H6N2O2, CAS-Nummer: 21905-86-2
- 4(1H)-Cinnolinon C8H6N2O, CAS-Nummer: 18514-84-6
- Benzo[c]cinnolin C12H8N2, CAS-Nummer: 34524-78-2
- Cinoxacin (ein Antibiotikum)